# Paderborner Höhenweg
Der Paderborner Höhenweg ist ein Wanderweg um den Paderborner Stadtteil Neuenbeken. Seit 2014 ist dieser nach den Kriterien des Deutschen Wanderverbandes als „Qualitätsweg Wanderbares Deutschland“ zertifiziert.

## Verlauf
Der Weg ist ein 21,6 Kilometer langer Rundwanderweg, der aus einer 14,3 Kilometer langen Nordrunde sowie einer 10,6 Kilometer langen Südrunde besteht, die sich geringfügig überlappen.